# スウィート・ムービー
『スウィート・ムービー』（Sweet Movie）は、1974年製作のフランス・西ドイツ・カナダの合作映画。ドゥシャン・マカヴェイエフ監督。

## 内容
処女であるかどうかを認定するミス処女コンテストのワールド大会に優勝したヒロインが、資産家ミスター・アプラナルプと何故か結婚する事になるが、財産の問題で追い出される羽目になった彼女はスーツケースに詰められ、パリに送られ、ついた先でエル・マッチョとエッフェル塔でセックスをさせられ、次に訪れた銀河コミュニティーでは糞尿まみれの体操を見せられ、泣きながら逃げ出してしまい、一方「サバイバル号」の船長アンナ・プラネッタは、自転車に乗った水兵と愛し合いながらもヒロインがてんやわんやな目に遭っている間に、子供を誘拐しては船に乗せて殺して行き、一方で彼女は何故かCM撮影のために全身チョコレートを浴びる・・・。

## スタッフ
- 監督・脚本：ドゥシャン・マカヴェイエフ
- 製作：ヴァンサン・マル
- 撮影：ピエール・ロム
- 音楽：マノス・ハジダキス

## キャスト
- キャロル・ロール
- ジョン・ヴァーノン
- サミー・フレー:エッフェル塔で歌う男
- イエジー・ラジヴィオヴィッチ
- ピエール・クレマンティ（フランス語版）